# Tənənəm
Tənənəm è un comune dell'Azerbaigian situato nel distretto di Şərur.